# Михаил Барибан

Михаил Михајлович Барибан (рус. Михаил Михайлович Барибан; Краснодар, СССР, 25. фебруар 1949 — Краснодар, Русија), бивши совјетски атлетичар који се специјализовао за троскок.

## Каријера
Са 17 година, под вођством почасног тренера РСФСР Артима Михајловича Агаскова, постао је мајстор спорта. Носилац  је рекорда РСФСР у бацању копља у десетобоју.  Једини од свих троскокаша на свету више пута побеђивао на такмичењима троструког олимпијског победника Виктора Сањејева.
Године 1968. постао је двоструки првак Европских атлетских игара за јуниоре: у тросткоку (15,94 м) и у скоку удаљ (7,78 м).
Учествовао је на Летњим олимпијским играма 1972. у Минхену  где је троскоком од 16,30 м заузео девето место.
Победник је на два Европска првенства у дворани: 1973. у Ротердаму где је освојио бронзу и 1974. у Гетебпоргу  сребро. Победник Универзијаде у Москви (1973).
Првак СССР-а (1972). Сребрна медаља првенства СССР-а (1973). Спорт је напустио после саобраћајне несреће.
Дипломирао је на одељењу ваздухопловне технике Политехничког института у Кујбишеву и дипломирао машинство. Радио је као заменик шефа одељења за техничку службу „Краибиттекхника“. Затим је предавао на Одељењу за атлетику  Кујбишевског института за физичку културу, истовремено дипломирајући на Државном централном реду Лењиновог института за физичку културу. Радио је на телевизији, коментарисао је Летње олимпијске игре у Москви (1980).